# Alexander Wedderburn, 1. Earl of Rosslyn

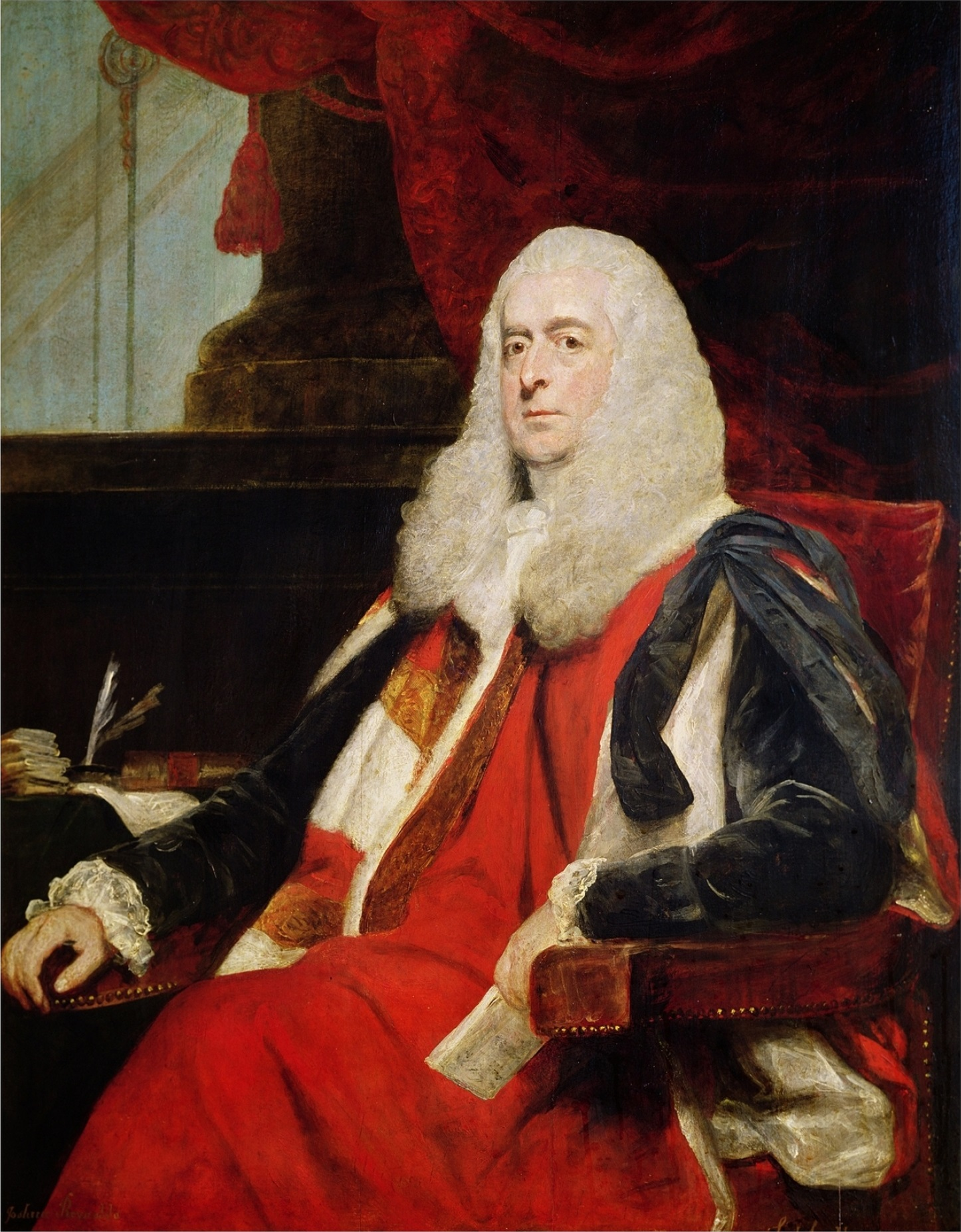
Alexander Wedderburn, 1. Earl of Rosslyn, 1785

Alexander Wedderburn, 1. Earl of Rosslyn (* 13. Februar 1733; † 2. Januar 1805) war ein britischer Jurist und Politiker der Tories, der mehrere Jahre lang Abgeordneter des House of Commons zwischen 1793 und 1801 Lordkanzler war.

## Leben

### Rechtsanwalt, Unterhausabgeordneter und Solicitor General
Er war der Sohn des Richters am Court of Session Peter Wedderburn, Lord Chesterhall, und seiner Gattin Janet Ogilvy. Nach einem Studium der Rechtswissenschaften war er 1754 zunächst in Schottland als Advocate tätig, ehe er 1757 auch in England an der Anwaltskammer Inner Temple als Barrister zugelassen wurde.
1761 wurde er als Abgeordneter der konservativen Tories für den Wahlkreis Ayr Burghs in Ayrshire ins britische House of Commons gewählt. Er hatte dieses Mandat bis 1768 inne und war 1769 Abgeordneter für den Wahlkreis Richmond in Yorkshire. Während dieser Zeit wurde er 1763 für seine anwaltlichen Verdienste zum Kronanwalt (King’s Counsel) berufen und zugleich sogenannter „Bencher“ der Anwaltskammer von Lincoln’s Inn. 1770 erfolgte seine Wahl zum Unterhausabgeordneten im Wahlkreis Bishop’s Castle in Shropshire, den er bis 1774 vertrat.
1771 wurde Wedderburn von Premierminister Frederick North, 2. Earl of Guilford als Nachfolger von Edward Thurlow zum Solicitor General von England und Wales ernannt und war als solcher bis zu seiner Ablösung durch James Wallace 1778 Stellvertreter des Attorney General und damit einer der wichtigsten Berater der Krone und der Regierung. Gleichzeitig fungierte er von 1771 bis 1780 als Kanzler von Königin Charlotte, der Ehefrau von König Georg III.
Im November 1773 verteidigte er unentgeltlich Edward Evanson, der in einem Kirchengerichtprozess vor einem Konsistoriumsgericht, consistory courts (Kirchengericht hier in der Church of England), von Gloucester wegen seiner eigenmächtigen Veränderungen in der Liturgie der Church of England und der Infragestellung der Trinität angeklagt wurde.
1778 wurde er als Abgeordneter für Okehampton in Devon erneut ins House of Commons gewählt und hatte dieses Mandat bis 1780 inne.

### Attorney General, Lord Chief Justice of the Common Pleas und Oberhausmitglied
Wedderburn wurde 1778 als Nachfolger von Edward Thurlow auch Attorney General und behielt dieses Amt zwei Jahre lang, ehe er 1780 erneut von James Wallace abgelöst wurde.
1780 wurde er als Chief Justice of the Common Pleas Vorsitzender des Court of Common Pleas, dem damals höchsten Gericht für Zivilrechtsklagen in England und Wales. Er war damit Nachfolger von William de Grey und behielt dieses Amt bis zu seiner Ablösung durch James Eyre 1793. 1780 wurde er zugleich zum Mitglied des Privy Council ernannt.
Durch ein Letters Patent vom 17. Juni 1780 wurde Wedderburn als Baron Loughborough, of Loughborough in the County of Leicester, zum erblichen Peer erhoben. Er wurde dadurch auf Lebenszeit Mitglied des House of Lords und schied dazu aus dem House of Commons aus. Des Weiteren übernahm 1783 das Amt eines Lord High Commissioner of the Great Seal und übernahm damit neben William Henry Ashurst und Beaumont Hotham kommissarisch die Funktion des Lord Keeper of the Great Seal.

### Lordkanzler und Lord High Steward

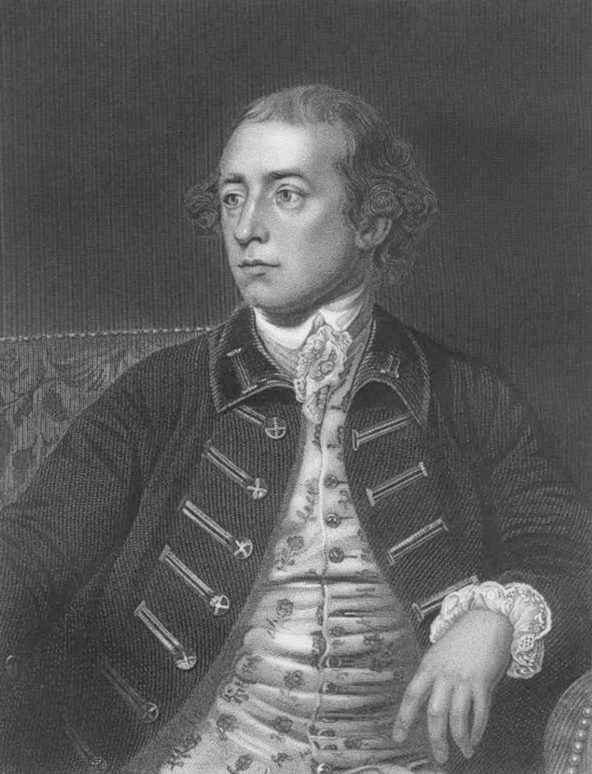
Gegen den früheren Generalgouverneur von Fort William, Warren Hastings, führte Wedderburn zwischen 1793 und 1795 den Prozess in seiner Funktion als Lord High Steward

1793 wurde Wedderburn von Premierminister William Pitt dem Jüngeren zum Lordkanzler ernannt und trat damit die Nachfolge von Edward Thurlow, 1. Baron Thurlow an. Er bekleidete das Amt des Lordkanzler bis zum Ende von dessen Amtszeit im März 1801 und wurde dann durch John Scott, 1. Earl of Eldon abgelöst. 
Als Lordkanzler bekleidete er zwischen 1793 und 1795 auch das Amt des Lord High Steward von England beim Prozess gegen den früheren Generalgouverneur von Fort William, Warren Hastings.
Ferner war er zwischen 1799 und 1805 Altbruder (Elder Brother) von Trinity House, der Leuchtfeuerverwaltung für England, Wales und die anderen britischen Hoheitsgewässer. Darüber hinaus nahm er von 1801 bis 1805 auch die Funktion als Trustee des British Museum war.
Durch weitere Letters Patent vom 31. Oktober 1795 erfolgte seine Erhebung zum Baron Loughborough, of Loughborough in the County of Surrey, sowie schließlich am 21. April 1801 zum Earl of Rosslyn, of Loughborough in the County of Surrey. Beide Titel wurden mit einer speziellen Anwartschaft verliehen, so dass diese Titel in Ermangelung eigener Söhne auch an seinen Neffen Sir James St. Clair-Erskine, 6. Baronet, und dessen männlichen Nachkommen vererbbar waren.
Da seine erste am 31. Dezember 1767 geschlossene Ehe mit Betty Anne Dawson kinderlos blieb, und der einzige aus der zweiten, am 12. September 1782 mit Charlotte Courtenay geschlossene Ehe hervorgegangene Sohn bereits als Kleinkind verstorben war, erbte bei seinem Tod sein Neffe die beiden Titel als 2. Earl of Rosslyn sowie als 2. Baron Loughborough (of Loughborough in the County of Surrey). Der Titel als Baron Loughborough (of Loughborough in the County of Leicester) erlosch hingegen mit seinem Tod.